# Thor spinosus
Thor spinosus är en kräftdjursart som beskrevs av David R. Boone 1935. Thor spinosus ingår i släktet Thor och familjen Hippolytidae. Inga underarter finns listade i Catalogue of Life.